# Bartolomeo Sculteto
Bartolomeo Sculteto, o Bartholomäus Scultetus, anagraficamente  Barthel Schulz o Scholz (Görlitz, 14 maggio 1540 – Görlitz, 21 giugno 1614), è stato un giudice, matematico, astronomo storico tedesco.
Il suo vero nome era Barthel Schulz che fu successivamente latinizzato in Bartolomeus Scultetus (italianizzato Sculteto). Di famiglia protestante, era figlio del proprietario di fattoria e cittadino di Görlitz, Martin Schulz.

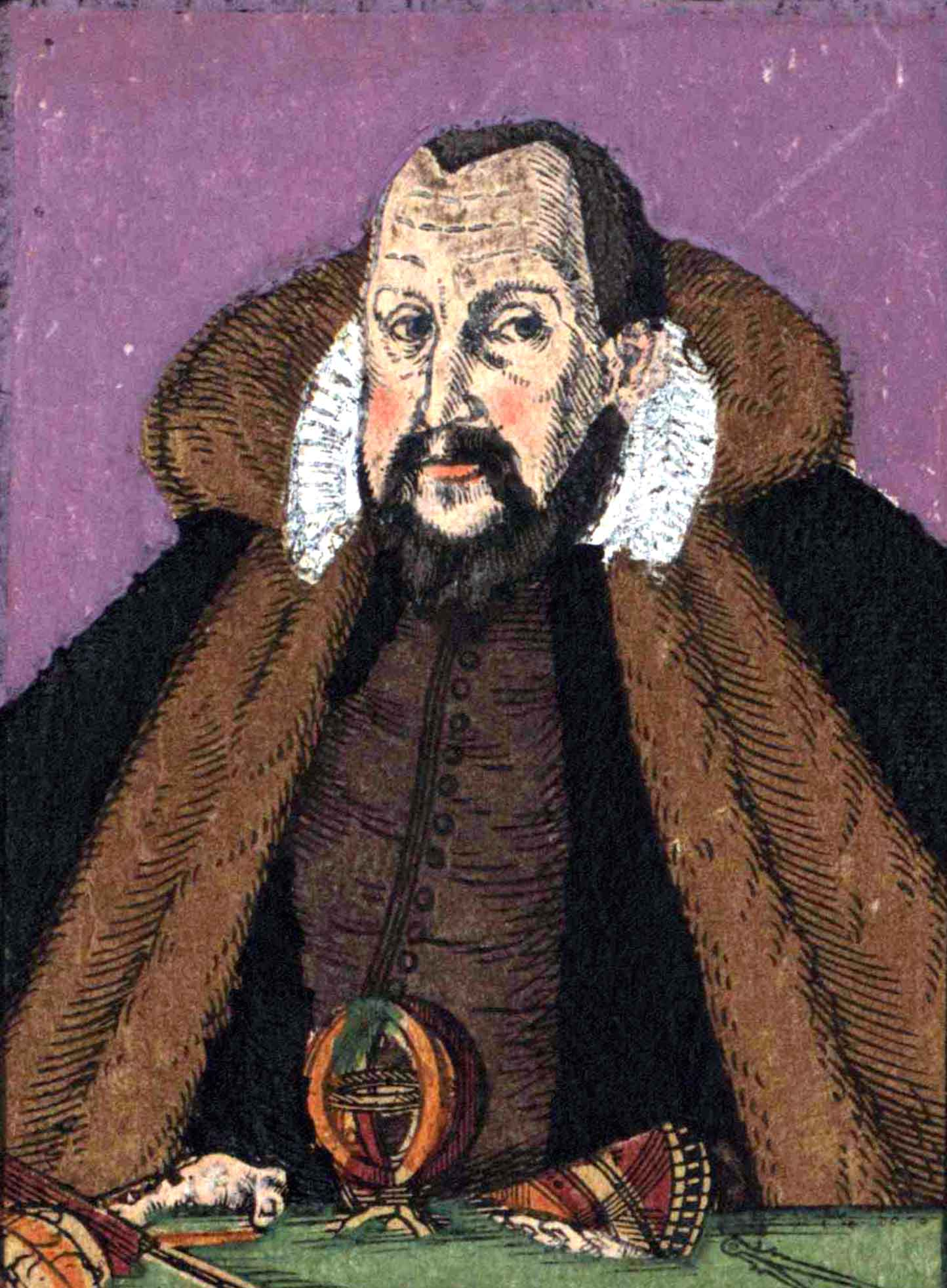

## Biografia

### Origine e formazione

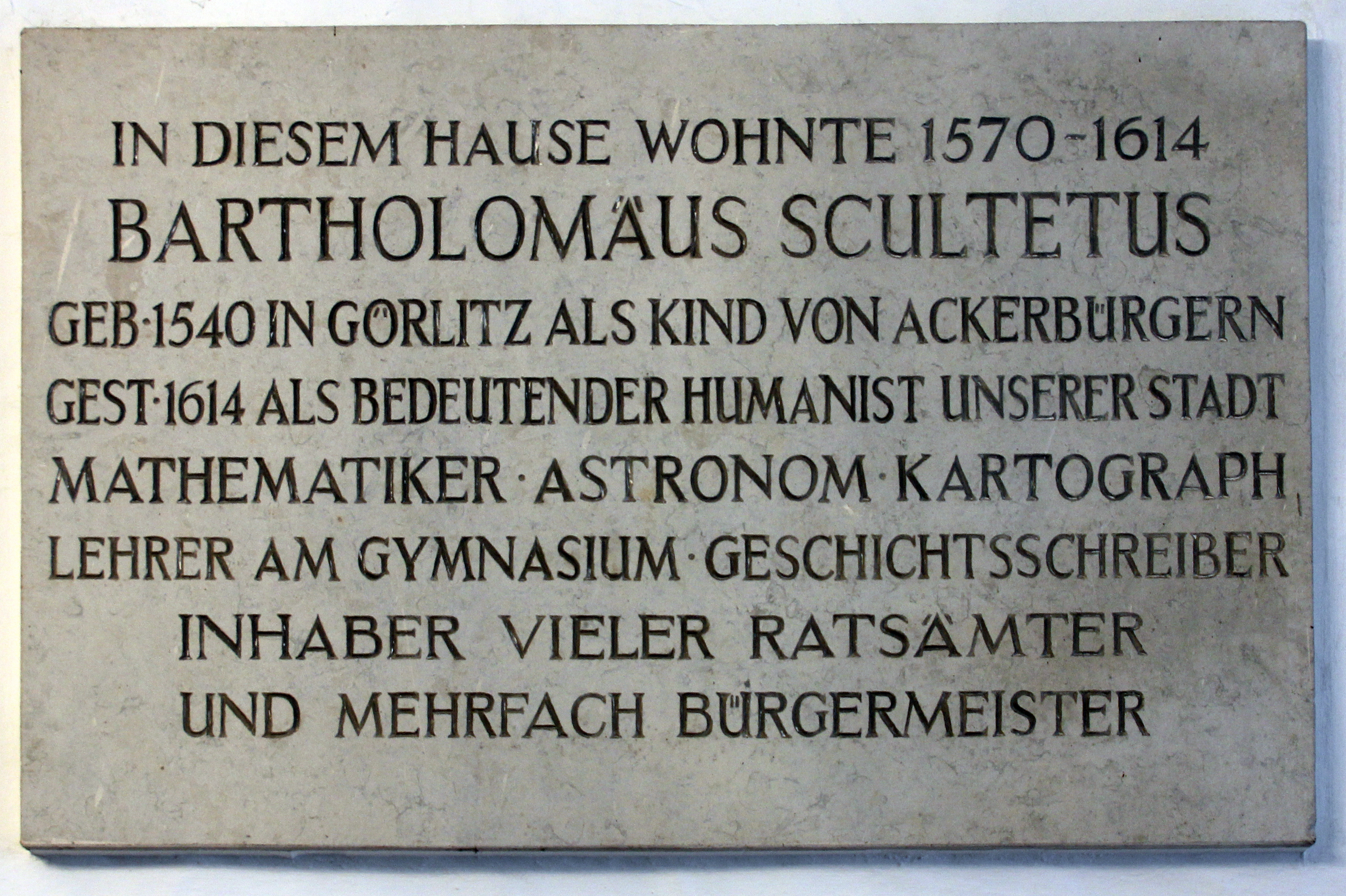
Lapide alla memoria, Brüderstraße, Görlitz

Grazie al fratello maggiore Zacharias, cui si deve la meridiana sulla farmacia del comune di Görlitz, si destò presto in lui l'interesse per la matematica e l'astronomia. Dopo aver frequentato la scuola latina della città, studiò presso le Università di Lipsia e di Wittenberg. In quest'ultima conseguì il 24 febbraio 1564 il titolo accademico di Magister in filosofia, tenne poi lezioni private e nel 1567 rientrò a Görlitz, ove tre anni dopo insegnò nel locale ginnasio matematica ed astronomia.
Dal 1570 entrò in possesso dell'abitazione nella Petersstraße, ove visse con la sua famiglia fino alla morte.
Egli apparteneva alla classe più elevata della borghesia di Görlitz, cui erano aperte tutte le cariche cittadine. I suoi figli nel 1625 ottennero la particella nobiliare davanti a Schollenstern.

### Sculteto consigliere e borgomastro

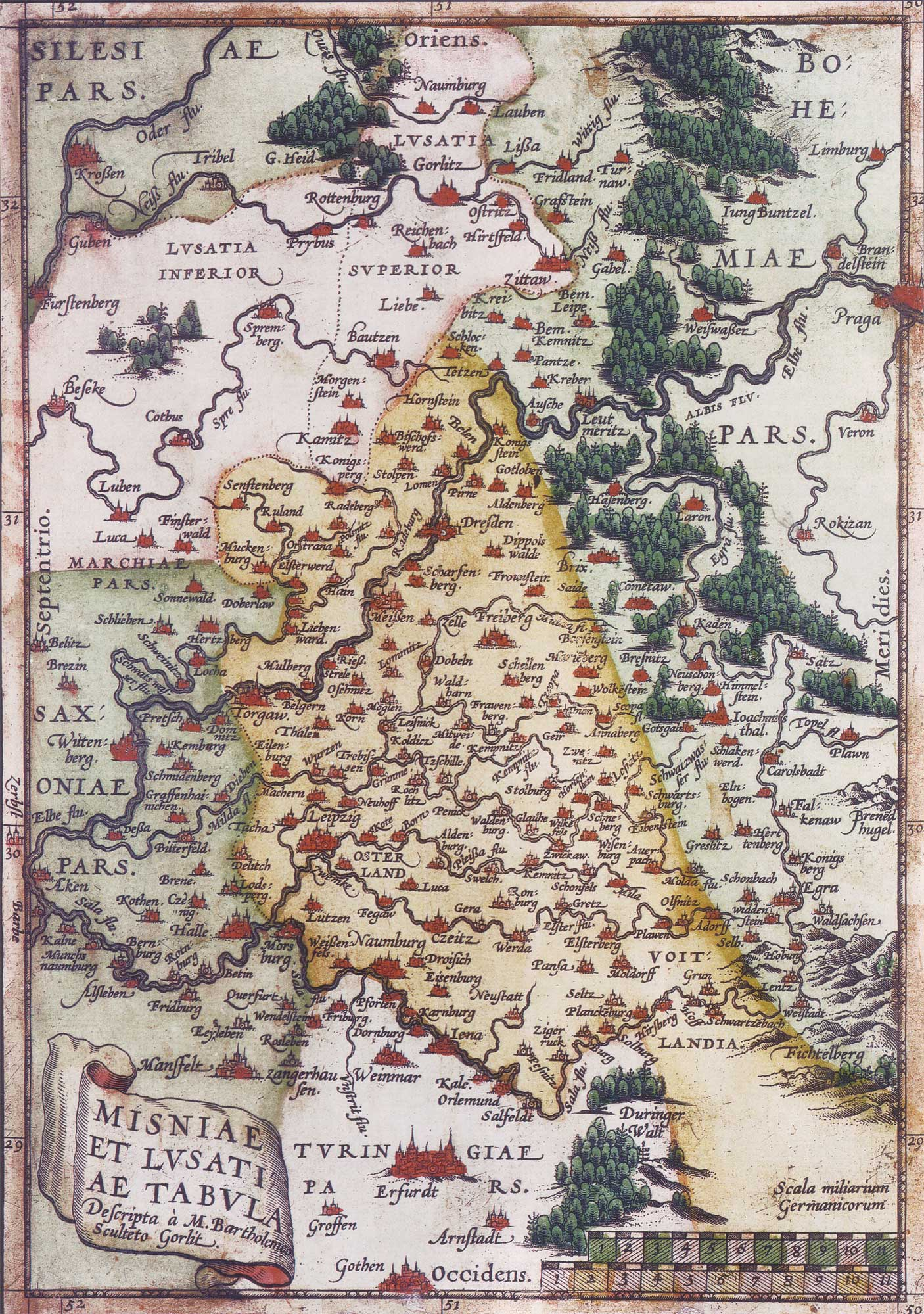
Carta di Meißen e della Lusazia verso il 1600, di Bartholomäus Scultetus

Sculteto servì la sua città natale, dal 1578 come consigliere, in diverse funzioni. Come tesoriere comunale gli spettavano diversi compiti: il conteggio delle tasse, l'amministrazione delle proprietà comunali in città e nelle campagne, delle elemosine e molte altre. Nel 1589 divenne giudice cittadino. Nel suo ufficio (fino al 1593) trattò circa 3.900 casi.
Nel corso della sua vita fu eletto sei volte borgomastro della città, la prima nel 1592. Sotto il suo governo vi fu il primo censimento della popolazione cittadina mentre prima erano censite solo le abitazioni. Come consigliere e borgomastro a Sculteto fu affidata spesso l'organizzazione delle assemblee della Lega delle Sei Città dell'Alta Lusazia. Per Görlitz e le altre cinque città egli fu anche legato presso la corte imperiale. Dal 1587 un libro degli atti nel quale riportò tutti privilegi e diritti importanti della sua città.
Di lui sono pervenute anche numerose opere storiche, comprese quelle riguardanti la sua città fino al 1580 in due volumi. Tenne inoltre un diario giornaliero del periodo in cui esercitava le attività di giudice e di borgomastro, ove inserì gli eventi, ma anche le sue personali esperienze e idee. Essi danno oggi un quadro dettagliato della situazione a Görlitz nel periodo di passaggio dal XVI al XVII secolo. Poiché si tratta di un tipo di registro giornaliero ufficioso dell'attività, si apprende meno sulla sua vita personale al di fuori dei suoi doveri d'ufficio.

### Risultati scientifici

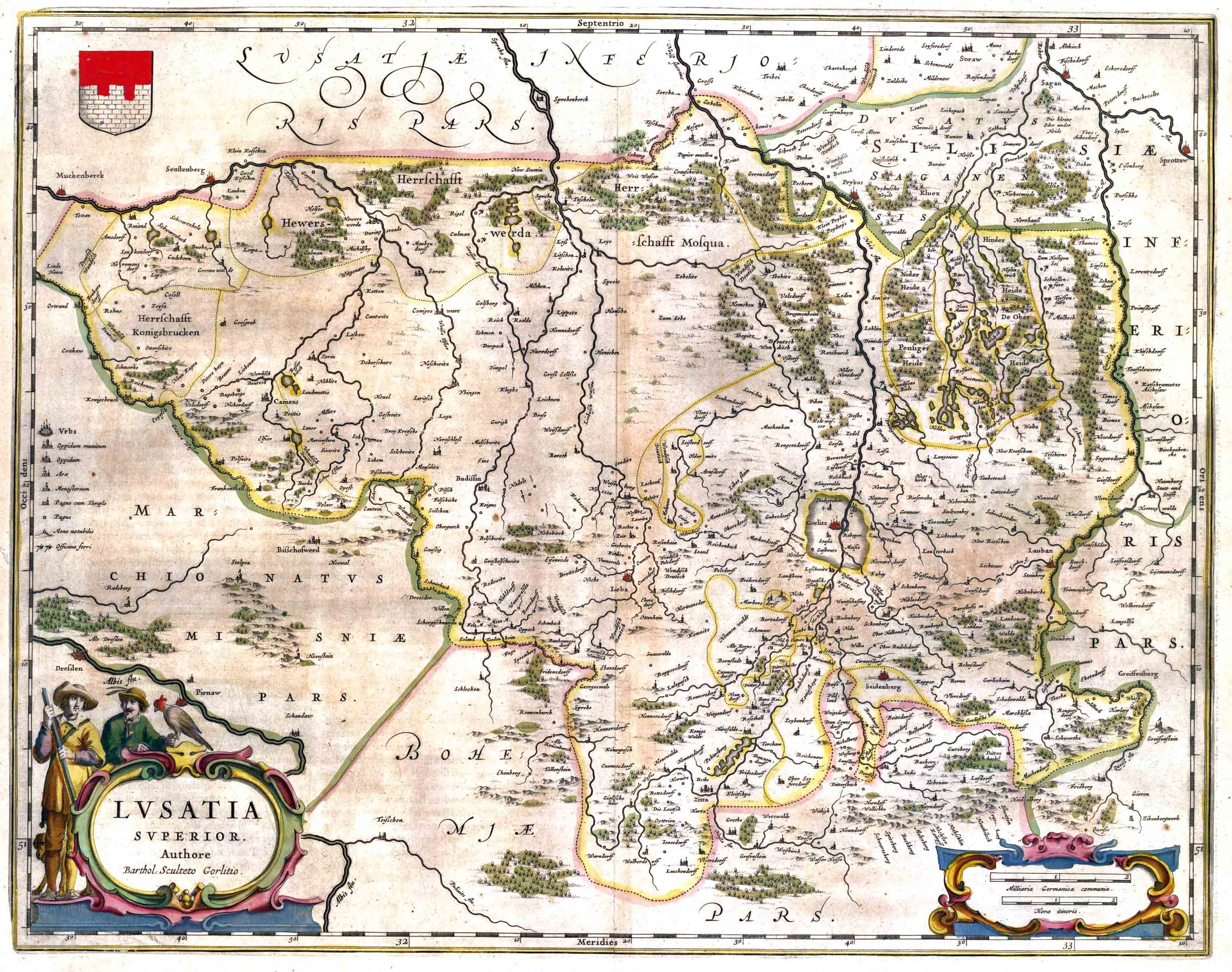
Carta dell'Oberlausitz, da un originale di Bartholomäus Scultetus.

Sculteto fu uno dei più importanti cartografi della Germania centrale nel XVI secolo. Nel 1568 realizzò una carta del margraviato di Meißen. 
Nel 1593 realizzò su incarico dei ceti la prima carta geografica dell'Oberlausitz. Per questo egli intraprese numerosi viaggi nei margraviati, per farsi un'idea delle circostanze topografiche. Per primo egli riportò nelle sue carte I confini linguistici sorabo-germanici. Nel 1578 ricevette dalla corte dello zar russo un'offerta per diventare cartografo di corte. 
La sua profonda importanza però Sculteto la deve alla matematica ed astronomia. A lui sono soprattutto dovuti I metodi per misurare con esattezza il tempo.
In questo campo egli ebbe successo sia negli impianti di meridiane come nell'introduzione dei dodici quadranti nell'orologio del municipio di Görlitz.
Sculteto era personalmente noto a Tycho Brahe, Giovanni Keplero e Valentin Thau.
L'eccellente opera di Sculteto, che nella sua efficacia andò oltre la città di Görlitz, fu il suo contributo alla riforma gregoriana del calendario, alla cui imposizione prese parte. Molto presto il protestante Sculteto riconobbe la correttezza degli sforzi pontifici riguardo alla riforma del calendario ed egli caldeggiò – contro i paesi boemi e i funzionari di corte - l'introduzione del nuovo calendario, mentre molti principi e dotti protestanti lo rifiutavano per motivi religiosi. 
Non per ultimo quindi va ringraziato Sculteto se la riforma del calendario fu introdotta nell'Oberlausitz già nel 1583 e nelle rimanenti terre boeme nel 1584, per ordine dell'imperatore Rodolfo II d'Asburgo.
Bartolomeo Sculteto morì il 21 giugno 1614 come persona altamente stimata e la sua salma venne inumata nella chiesa di san Nicola a Görlitz.

## Opere stampate
- Calendarium Ecclesiasticum & Horoscopvm Perpetvvm. Ein ewigwerender Calender, Erstlich mit den vnbeweglichen Festtagen der allgemeinen Catholischen Kirchen, … Darnach besonder auff alle Jahr nach Christi Geburt der Sonnen Zirckel, … Alles zu nutz vnd gebrauch gemeiner Christenheit, wehrend von Anfang der Geburt Christi biss zum Ende der Welt / Geordnet vnd beschrieben, Durch M. Bartolemaeum Scultetum Gorlicium. [Görlitz 1571].
- Prognosticon meteorographicum perpetuum. Ein ewigwerend Prognosticon von aller Witterung in der Lufft und den Wercken der andern Element. Görlitz 1572
- Gnomonice de solariis, sive doctrina practica tertiae partis astronomiae, Von allerley Solarien, das ist, himmlischen Circuln und Uhren, … jetzundt auffs new zugericht u. perficirt. Görlitz 1572.
- Misniae Et Lusatiae Tabula. [1575] (Landkarte)
- Des grossen und wunderbaren Cometen, so … im 1577. Jahr, von dem 10. tag Novembris, durch den gantzen Decembrem, biß in den 13. Ianuarrij des folgenden Jahrs, … Astronomische und natürliche Beschreibung, von seiner sonderlichen Bedeutung und gewaltigen Wirckung. Görlitz 1578 (Digitalisat)
- Lusatia Superior [1593] (Landkarte)
- Diarium humanitatis Domini nostri Jesu Christi in terris … Von der heiligen Empfengnis, Geburt, Leben, … Jesu Christi. Frankfurt/Oder 1600 (Evangelienharmonie)
- Tabula de pestilitate. (1578)[1]
- De origine et curatione pestis.